# Europa Cup (korfbal) 1969
De Europa Cup korfbal 1969 was de 3e editie van dit internationale korfbaltoernooi. 
Het deelnemersveld bestond uit 2 teams uit 3 landen, namelijk Nederland, België en het Verenigd Koninkrijk. Van elk deelnemend land werd 1 team in 1 poule geplaatst. Na een kleine poulefase volgden de finalewedstrijden.

## Deelnemers

### Poule A
| Club    | Plaats    |
| ------- | --------- |
| ROHDA   | Amsterdam |
| ATBS    | Antwerpen |
| Mitcham | Londen    |

### Poule B
| Club          | Plaats    |
| ------------- | --------- |
| AKC Blauw-Wit | Amsterdam |
| Scaldis       | Antwerpen |
| Bec           | Londen    |

## Het toernooi

### Poulefase-wedstrijden
Poule A
| Thuisploeg |   | Uitploeg | Uitslag |
| ---------- | - | -------- | ------- |
| ROHDA      | - | Mitcham  | 0-1     |
| ROHDA      | - | Scaldis  | 8-0     |
| Scaldis    | - | Mitcham  | 1-1     |

Poule B
| Thuisploeg |   | Uitploeg | Uitslag |
| ---------- | - | -------- | ------- |
| Blauw-Wit  | - | ATBS     | 7-1     |
| Blauw-Wit  | - | Bec      | 6-0     |
| ATBS       | - | Bec      | 3-2     |

## Finales
| 5e&6e plaats |         |   |
|              |         |   |
|              | Bec     | 1 |
|              | Scaldis | 4 |

| 3e&4e plaats |         |   |
|              |         |   |
|              | ATBS    | 3 |
|              | Mitcham | 2 |

| Finale |               |   |
|        |               |   |
| A1     | ROHDA         | 2 |
| B1     | AKC Blauw-Wit | 3 |

| Kampioen EuropaCup 1969    |
| -------------------------- |
| AKC Blauw-Wit Tweede titel |

## Eindklassement
| Positie | Club          |
| ------- | ------------- |
| Goud    | AKC Blauw-Wit |
| Zilver  | ROHDA         |
| Brons   | ATBS          |
| 4       | Mitcham       |
| 5       | Scaldis       |
| 6       | Bec           |

1967 ·
1968 ·
1969 ·
1970 ·
1971 ·
1972 ·
1973 ·
1974 ·
1975 ·
1976 ·
1977 ·
1978 ·
1979 ·
1980 ·
1981 ·
1982 ·
1983 ·
1985 ·
1986 ·
1988 ·
1989 ·
1990 ·
1991 ·
1992 ·
1993 ·
1994 ·
1995 ·
1996 ·
1997 ·
1998 ·
1999 ·
2000 ·

2001 ·
2002 ·
2003 ·
2004 ·
2005 ·
2006 ·
2007 ·
2008 ·
2009 ·
2010 ·
2011 ·
2012 ·
2013 ·
2014 ·
2015 ·
2016 ·
2017 ·
2018 ·
2019 ·
2020 ·
2021 ·
2022